# Lifan X60
Lifan X60 — компактный кроссовер, запущенный в производство в Китае в 2011 году. Автомобиль оснащается бензиновым двигателем объёмом 1,8 литра, 5-ступенчатой коробкой передач и передним приводом. За основу при разработке был взят Toyota RAV4. В отличие от Toyota RAV4 и многих других кроссоверов, Lifan X60 имеет только передний привод.
Lifan X60 был представлен на обзор журналу «За рулем». Из плюсов журналисты отметили: хорошую эргономику, просторный трансформируемый салон, достаточно качественные материалы отделки, богатое оснащение, доступная цена. Из минусов: вялую динамику, управляемость и тормоза.
Lifan X60 получил весьма негативные оценки от обозревателей Авторевю, обративших внимание на низкое качество сборки и материалов, а также спорные с точки зрения безопасности инженерные решения. По результатам краш-тестов Chinese New Car Assessment Program (C-NCAP) модель получила четыре звезды.

## Производство
В России автомобиль собирался в Черкесске на заводе Derways с 2012 по 2018 гг. Завод Derways собирал Lifan X60 из деталей поставляемых из Китая и осуществлял покраску, сварку и сборку кузова.

## I-рестайлинг
I-рестайлинг был сделан в 2015 году.
Lifan X60 обзавелся вариатором
В ходе рестайлинга была изменена:
- Радиаторная решетка
- Задняя оптика
- Пластмассовая накладка на арки колес(не на всех )

Основные характеристики:
| двигатель  | мощность | максимальный крутящий момент | расход топлива |
| ---------- | -------- | ---------------------------- | -------------- |
| 1.8 литров | 128 л.с. | 162 Н·м                      | 8,2 л/100км    |

Динамические показатели:
| Объём двигателя | привод | максимальная скорость | разгон 0-100 км/ч мощность коробка передач |
| --------------- | ------ | --------------------- | ------------------------------------------ |
| 1.8 литров      | 4X2    | 170 км/ч              | 6,5 сек 128 л.с механика 5 ступ.           |